# Hypoluxo
Hypoluxo é uma vila localizada no estado americano da Flórida, no condado de Palm Beach. Foi incorporada em 1955.

## Geografia
De acordo com o United States Census Bureau, a vila tem uma área de 2,1 km², onde 1,6 km² estão cobertos por terra e 0,5 km² por água.

### Localidades na vizinhança
O diagrama seguinte representa as localidades num raio de 8 km ao redor de Hypoluxo.

## Demografia
Segundo o censo nacional de 2010, a sua população é de 2 588 habitantes e sua densidade populacional é de 1 611,67 hab/km². Possui 2 208 residências, que resulta em uma densidade de 1 375,02 residências/km².